# Dmitrovsk
Dmitrovsk (ruso: Дмитро́вск) es una ciudad rusa, capital del raión homónimo en la óblast de Oriol.
En 2023, la ciudad tenía una población de 5177 habitantes. En su territorio no hay pedanías.
Se ubica unos 75 km al suroeste de la capital regional Oriol, sobre la carretera que lleva a Komárichi. Al sureste sale una carretera que lleva a Zheleznogorsk.

## Historia
Fue fundado en 1711 como un pequeño asentamiento rural privado o seltsó, con el topónimo de "Dmitrovka" (Дмитровка), en referencia a su fundador Demetrio Cantemir, quien falleció en esta finca en 1723. Los primeros habitantes fueron colonos rumanos de Valaquia y Moldavia, así como ucranianos y baskires. La familia Cantemir desarrolló la localidad como un núcleo comercial y artesanal con destacables palacio e iglesia, y siguió siendo la familia propietaria hasta 1780, cuando la falta de herederos hizo que pasase al realengo.
Adoptó el estatus de ciudad en 1782, cuando se trasladó aquí la sede del uyezd que unos años antes se había establecido en Lugán. Sin embargo, su carácter urbano fue meramente administrativo, pues nunca llegaron a establecerse aquí industrias importantes. Como consecuencia de la formación de la óblast de Chernozem Central, en 1929 tuvo que cambiar su topónimo a "Dmitrovsk-Orlovski" (Дмитровск-Орловский) para distinguirse de Dmítriyev-Lgovski. Recuperó su topónimo en 2005.